# CityBike Kaohsiung
CityBike Kaohsiung ist ein öffentliches Fahrradverleihsystem in Kaohsiung. Man kann ein Fahrrad leihen und an jeder beliebigen Leihstation zurückgeben. Um Kohlendioxidemissionen zu verringern und die Luftverschmutzung zu bekämpfen, ermutigt die Stadt Kaohsiung Personen, das Fahrrad als Kurzstreckentransportmittel zu benutzen. Die Leihstationen befinden sich vor allem bei (KMRT)-Stationen (U-Bahn), Sehenswürdigkeiten, Schulen sowie Krankenhäusern. Die finanzielle Unterstützung des Fahrradverleihsystems kommt vom Umweltamt der Stadtregierung (Environmental Protection Bureau Kaohsiung City Government). Nach Schätzungen betragen die Kosten pro Jahr mehr als 70.000.000 NT$ und die jährlichen Einnahmen belaufen sich ungefähr auf 8.000.000 NT$.

## Geschichte
Insgesamt drei Firmen nahmen im Jahr 2008 an der Ausschreibung teil: Tong-Li GmbH (eine Tochtergesellschaft der Uni-President Enterprises Corporation), Giant Manufacturing Co. Ltd. sowie TECO Electric & Machinery Co.,Ltd. Zum Schluss bekam die Tong-Li GmbH das Vorrecht zu den Verhandlungen mit der Stadtregierung zugesprochen.
Am 1. März 2009 wurde CityBike Kaohsiung offiziell eröffnet. Für die Operation war die Tong-Li GmbH verantwortlich. Sie verfügte damals über 20 Verleihstationen und 1.500 Fahrräder.
Die Tong-Li GmbH gab das Geschäft am 18. August 2011 auf, weil zu wenige Leute Fahrräder ausgeliehen hatten. Die Kaohsiung Mass Rapid Transit Corporation (KMRT) übernahm danach den Betrieb. KMRT wurde von der Stadtregierung Kaohsiung und China Steel zusammen gegründet, wobei China Steel 5.000 Fahrräder spendete.
Seit dem 5. Dezember 2011 kann man auch Fahrräder mit der iPASS-Karte ausleihen.
Im Mai 2013 überschritt die Zahl der bisher absolvierten Fahrten die Marke von 200 Millionen.

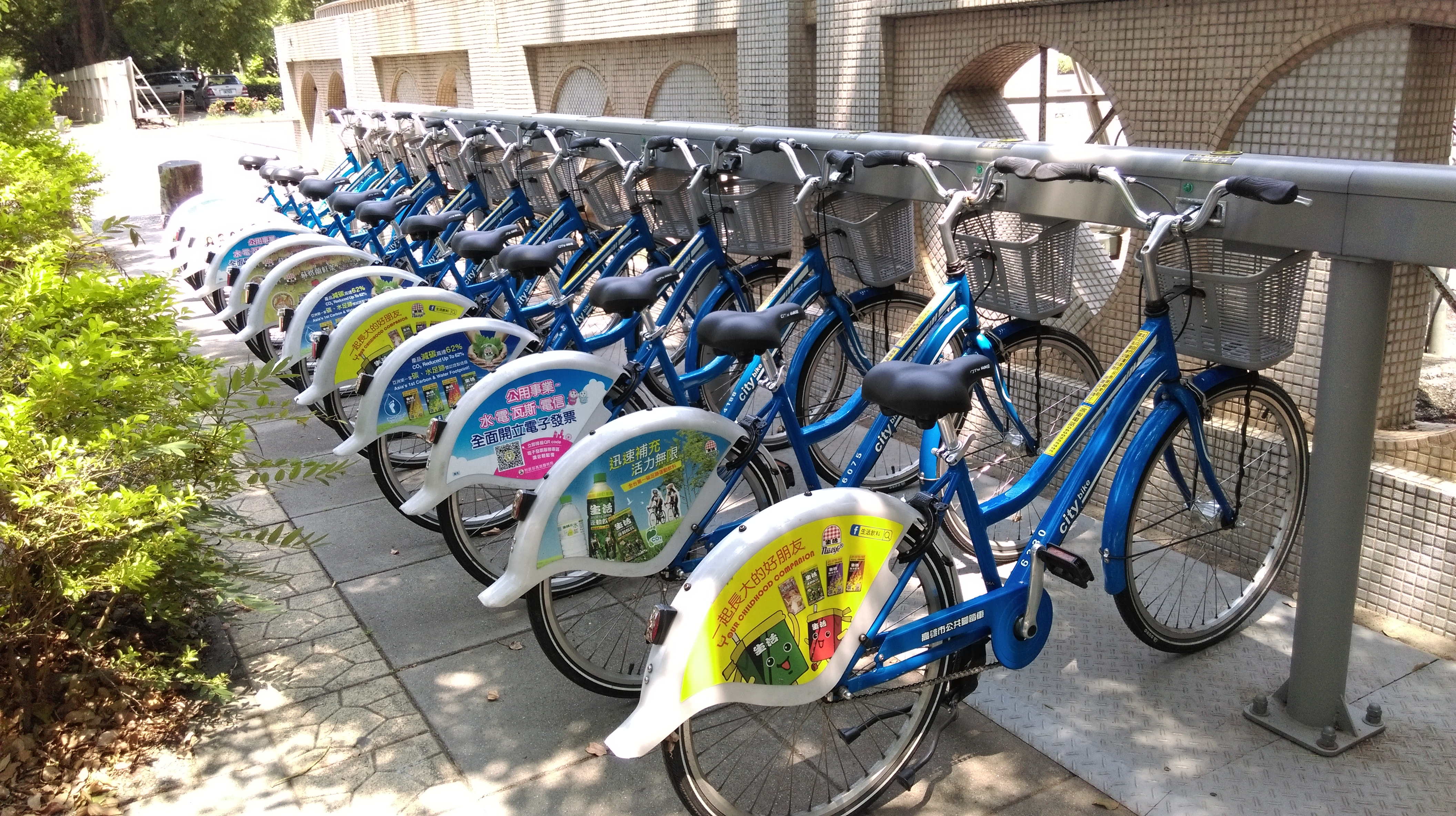
Die neuen, blauen Fahrräder

Im Jahr 2015 wurden die alten, grünen Fahrräder durch neue, blaue Fahrräder ersetzt. Die Kosten eines neuen Fahrrades betrugen 6.000 NT$ und sind somit 1.000 NT$ teurer als ihre Vorgänger. Die Fahrradrahmen bestehen aus einer stärkeren, aber leichteren Aluminiumlegierung und sind somit 3 kg leichter als ihre Vorgänger. Außerdem haben die neuen Fahrräder größere Sattelflächen, höhenverstellbare Sattelstützen und LED-Vorder- sowie LED-Rücklichter, die beim Fahren leuchten.

## Funktionsweise

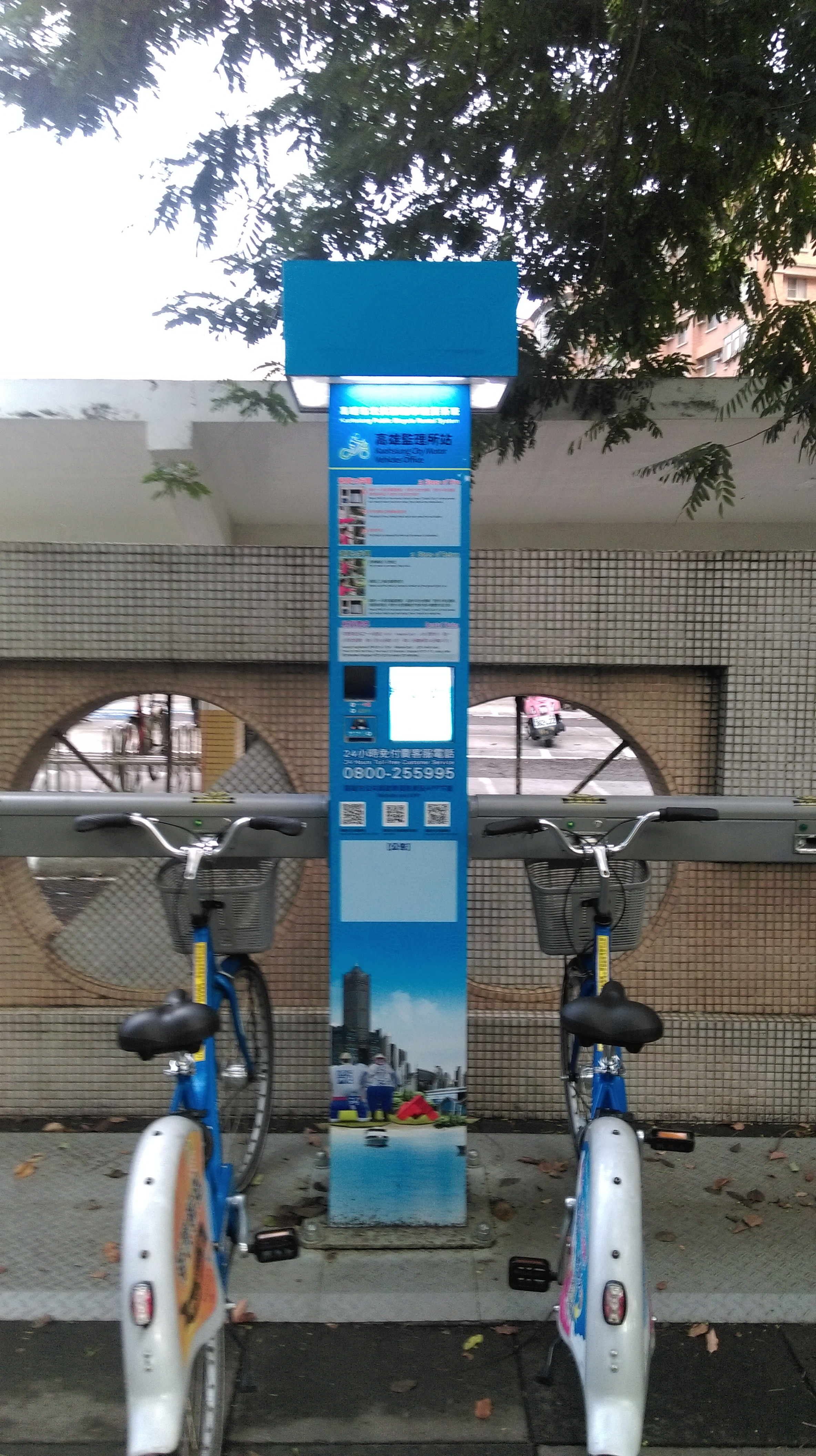
Verleih-Terminal

### Registrierung
Vor der erstmaligen Nutzung des Systems ist eine Registrierung notwendig, dazu muss sich der Nutzer mit seiner Kreditkarte telefonisch anmelden. Nutzer der iPASS-Karte können sich im Internet registrieren.

### Verleih
Entleihe und Rückgabe erfolgen mit iPASS-Karte oder Kreditkarte über ein Verleih-Terminal an den Stationen. Jeder Stellplatz hat eine Zahl und durch Zahleneingabe auf dem Verleih-Terminal kann ein Fahrrad freigegeben werden. Wird ein freigeschaltetes Fahrrad nicht innerhalb von 90 Sekunden von der Halterung entfernt, storniert das System die Buchung automatisch.

### Rückgabe
Die Rückgabe kann an jeder Station im Stadtgebiet erfolgen, das Fahrrad muss dazu an die Halterung angeschlossen werden. Danach muss der Nutzer seine Karte auf den Sensor am Terminal halten und die Gebühr wird automatisch abgebucht.

### Tarif
Die erste Stunde jeder Entleihung ist gratis.
| Kartentyp/Zeitraum         | Erste Stunde | 61.–90. Minute | 91.–120. Minute | 121.–150. Minute | … |
| -------------------------- | ------------ | -------------- | --------------- | ---------------- | - |
| iPASS-Karte                | 0 NT$        | 10 NT$         | 20 NT$          | 20 NT$           | … |
| Kreditkarte                | 0 NT$        | 10 NT$         | 20 NT$          | 20 NT$           | … |
| iPASS-Karte mit Ermäßigung | 0 NT$        | 6 NT$          | 20 NT$          | 20 NT$           | … |

Nutzer der iPASS-Karte können eine Ermäßigung beim Umsteigen zwischen KMRT (U-Bahn) und CityBike erhalten. Das Umsteigen muss innerhalb von 30 Minuten nach dem Aussteigen aus der KMRT erfolgen.
- Jugendliche unter 14 Jahren dürfen CityBike nicht benutzen, und 14- bis 18-jährige Nutzer brauchen eine Begleitperson.
- Jeder Nutzer kann maximal ein Fahrrad gleichzeitig ausleihen.
- Beim Entleihen muss man mehr als 10 NT$ Guthaben auf der Karte haben.

## Verleih-Stationen
Das System verfügt über 187 Stationen mit insgesamt rund 1.400 Fahrrädern. Die Informationen der Verleih-Stationen und CityBike-Daten (Verfügbarkeit von Fahrrädern und freie Bikeboxen) können in Echtzeit über das Internet abgefragt werden.

## Statistik
| Jahr             | Fahrten pro Jahr | Anzahl der Verleihstationen |
| ---------------- | ---------------- | --------------------------- |
| 2009             | 142.302          | 50                          |
| 2010             | 96.279           | 50                          |
| 2011             | 92.922           | 50                          |
| 2012             | 1.008.314        | 75                          |
| 2013             | 2.247.861        | 120                         |
| 2014             | 2.750.722        | 156                         |
| 2015             | 2.685.139        | 165                         |
| 2016 (vor April) | 1.008.896        | 187                         |
| Insgesamt        | 10.032.435       | 187                         |